# 검은 피부 하얀 가면
검은 피부 하얀 가면 (프랑스어: Peau noire, masques blancs)은 프란츠 파농(Frantz Fanon)이 1952년에 쓴 책이다. 프란츠 파농은 식민지 지배 속에 내재한 인종주의와 인간성 탈피에 대한 심리학을 연구했다.
 정신과 의사인 프란츠 파농은 흑인에 대한 탄압과 차별에 맞서기 위해 검은 피부 하얀 가면을 저술했다. 그는 흑인들이 백인들의 세상에서 경험하는 종속과 부적응의 감정을 설명하기 위해 정신 분석 이론을 적용했다. 자신의 문화를 잃어버리고 본국의 문화를 받아들인 흑인의 자아 인식의 분열이 식민지 개척자(백인)의 문화를 받아들이고 모방하려고 하는 흑인들에게 열등 콤플렉스를 심어준다고 했다. 그러한 행동들은 신분이 상승하고 교육받은 흑인들에게 더 잘 나타난다. 그들은 식민지 개척자의 언어와 서구의 교육과 같은 지위의 상징들을 습득할 기회가 있기 때문이다.
 집단 무의식과 집단 카타르시스의 개념에서 기인한 여섯번째 챕터 검둥이와 정신 병리학에서는 백인 사회에서의 사회적, 문화적, 인종적 규범들에 적응하지 못하는 식민화된 흑인들을 보여준다. 일반적인 검둥이 가족들에게서 자란 일반적인 검둥이 아이들은 백인들의 세상과 만나면 비정상이 된다. 백인들의 세상에서 그러한 극단적인 심리학적인 반응은 어릴 때부터 훈련된 '검다는 것은 잘못된 것'이라는 흑인들의 무의식에서 기인한다. 흑인 아이들의 그러한 무의식적인 훈련은 백인 아이들에게 흑인을 악당으로 표현하는 사회의 문화적 표현을 주입하는 만화들에 의해 영향을 받는다. 게다가, 흑인 아이들이 그런 흑인 악당의 이미지를 본다면, 아이들은 마음의 상처가 그들의 행동을 형성할 정신병(정신적 트라우마)을 경험할 것이다. 인생 초기에 검은 피부가 악행과 관련되어있다는 정신병을 경험하는 것은 사람들의 본성을 형성한다.

## 평가
20세기 중반에 처음 출판된 이후에 검은 피부 하얀 가면은 식민화된 사람들의 비굴한 심리에 대한 유명하지 않은 책이었다. 1980년대 이후 이 책은 영어권 국가들 사이에서 중요한 반(反)식민주의, 반(反)인종주의 작품이 되었다. 그러나 프랑스어권 국가들 사이에서는 프랑스 식민제국(1534-1980)이었던 흑인 및 유색인들과의 문화적 관련성에도 불구하고 파농의 작품들 중 비교적 중요하게 여겨지지 않았다. 현대의 민족주의, 반(反)식민주의, 해방 이론, 문화 연구의 이론가들은 검은 피부 하얀가면 과 같은 식민 관계의 정신 분석적 설명보다는 대지의 저주받은 사람들(1962)과 같은 프란츠 파농의 이후의 문화적, 정치적으로 혁명적인 작품들을 좋아했다.
앤서니 엘리엇(Anthony Elliot)은 검은 피부 하얀 가면을 '중대한' 작품이라고 표현했다.

## 같이 보기
- 문화연구
- 범아프리카주의
- 탈식민주의